# Donatus von Freywaldt
Donatus von Freywaldt (* 21. März 1586 in Meißen; † 21. Januar 1640 in Kayna) war ein deutscher Medizinprofessor und Leibarzt. Er stammt von einer einflussreichen Tuchmacher- und Ratsherrenfamilie aus Meißen ab, deren ursprünglicher Name Richter war.

## Leben und Wirken
Freywald war der Sohn des Tuchmachers Sigismund von Freywaldt (ca. 1550–1586) und der Magdalena Kunitzsch (ca. 1555–1616) aus Dresden. Nach dem Besuch des Gymnasiums in Meißen immatrikulierte sich Freywaldt im Mai 1604 in Wittenberg und promovierte zum Dr. med. und Dr. phil. Bereits im Jahr 1609 erhielt er eine Professur an der Universität Gießen. Anschließend wurde er zunächst zum Hof- und Leibarzt des Kölner Erzbischofs Ernst von Bayern berufen. Nach dessen Tod setzte Freywaldt seine Arbeit als Hof- und Leibarzt beim dänischen König Christian IV. in Kopenhagen fort. Im Jahr 1616 folgte der protestantisch geprägte Freywaldt dem Ruf nach Wien, um hier als Kaiserlicher Hofrat, Hofarzt und Leibarzt beim Kaiser der Gegenreformation, Matthias, tätig zu sein. Hier wurde ihm auch am 28. September 1618 eine Adelserneuerung durch den Kaiser zuteil.
Nach dem Tod des Kaisers zog es ihn auf Grund der religiösen Unruhen zwischen Katholiken und Protestanten in das damals weitestgehend protestantische Umfeld Dresdens zurück. Der entflammte Dreißigjährige Krieg hinterließ auch in seinem weiteren Leben tiefe Spuren. Zwar war er zunächst mit der Erstellung einer neuen Kirche in der Nähe seines Gutes Thammenhain beschäftigt, musste aber zwischen 1634 und 1637 dort schwere Übergriffe überstehen. Er floh zunächst nach Torgau, dann nach Leipzig, um schließlich auf seinem Gut auf Kayna Zuflucht zu erhoffen. Doch auch hier wurde er mehrmals überfallen und verletzt und erlag schließlich am 21. Januar 1640, kurz vor seinem 54. Geburtstag seinen Verletzungen. Freywaldt wurde begraben in der St.-Bartholomäi-Kirche in Altenburg.
Von Freywaldt war verheiratet mit Magdalena Sibylla geb. Felgenhauer (1604–1667) aus dem Hause Riesa und hatte mit ihr sieben Kinder.